# Cis (投資家)
cis（シス、1979年3月 - ）は、日本の個人投資家。本名は非公開。

## 来歴・人物
法政大学工学部4年生だった2000年に300万円の元手で株式投資を始める。トレードスタイルは、デイトレードやスイングトレードと呼ばれる短期取引手法。一時は資産を104万円まで減らしたが、投資手法を長期から短期のトレードに変えたことをきっかけに資産を大きく伸ばした。電子掲示板で「挑発的な発言」を行うことで、日本のデイトレーダーに知られるようになる。
2005年の「ジェイコム株大量誤発注事件」で、ジェイコム株をストップ安で3,300株購入し10分後に売却、約6億円の利益を得る。
2013年には約1兆7000億円の日本株を売買をしており、これはこの年の東京証券取引所での個人投資家による株式取引の0.5％に相当する。
2018年12月に初の著書『一人の力で日経平均を動かせる男の投資哲学』（KADOKAWA）を上梓する。雑誌やテレビの取材は殆ど断り、本を出すことも考えてもみなかったが、10年来の付き合いがあった麻雀ライターの福地誠に声をかけられたことから出版を決意した。

## エピソード
個人投資家のB・N・Fとは2003年冬に2ちゃんねるのオフ会で会い、その後雑誌の企画で対談している。2014年の時点で、2011年に「笑っていいとも!」に出演したのが唯一のテレビ出演である。

## 資産の動向
2002年～2005年に資産を1,000倍に増やしたが、それ以降は年率17%。初期は短期投資のみだったが、2013年時点では長期投資も行っており、東京電力債を40億円保有している。不動産投資も行っており、世界金融危機で相場が落ち込んだ時期にビル2棟を10億円で購入した。短期投資では、資産を大きく増やした後は主に時価総額の大きい大型株や先物オプションの売買をしている。
| 2000年 | 104万円   |  |
| 2001年 | 800万円   |  |
| 2002年 | 300万円   |  |
| 2003年 | 6,000万円 |  |
| 2004年 | 3億円     |  |
| 2005年 | 30億円    |  |
| 2006年 | 42億円    |  |
| 2007年 | 50億円    |  |
| 2010年 | 100億円   |  |
| 2013年 | 120億円   |  |
| 2014年 | 160億円   |  |
| 2015年 | 200億円   |  |
| 2018年 | 230億円   |  |
| 2024年 | 270億円   |  |
| 2025年 | 320億円   |  |

## 著書
- 『一人の力で日経平均を動かせる男の投資哲学』（KADOKAWA 2018年12月） ISBN 978-4041069691